# Никејско-цариградски симбол вере
Никејско-цариградски симбол вере, Симбол вере или Символ вере, представља кратко и сажето исповедање хришћанске вере. Овај симбол је донет на Никејском сабору, где је написано 8 чланова, а допуњен на Цариградском сабору, где су додата још 4 члана. Сада је симбол вере састављен од 12 чланова и постао је камен темељац за разумевање верских учења и заједничког идентитета у хришћанском свету.
Данас се у Православној цркви чита на свакој литургији и приликом крштења.

## Историја
На Првом васељенском сабору у Никеји 325. године састављен је Никејски симбол вере. На њеној основи је већ, по свему судећи, на Другом васељенском сабору 381. године у Цариграду прочитан други Симбол вере, који се формално није поклапао, већ је у идејном смислу само проширен и допуњен – касније познат као Цариград, или Симбол вере Другог васељенског сабора, иако га овај сабор није одобрио. На Трећем васељенском сабору 431. године, под председавањем Кирила Александријског, који је био критичан премаКападокијским оцима, састављени су захтевали да се напусти било који симбол вере, осим Никејског. Кирил Александријски и Августин Хипонски сматрани су оцима Четвртог васељенског сабора и  тада је одобрен и усвојен не само Халкидонски симбол вере који није коришћен у литургији, већ и Симбол вере уведен у широку употребу, данас познат као Никејско-цариградски. У складу са учењем Августина он је у литургији постепено заменио Никејски симбол вере, који је остао у богословљу Православне цркве.
Никејско-Цариградски симбол вере је настао као реакција на различита хришћанска размишљања и контроверзе о природи светог тројства, Оца, Сина и Светог Духа које се појављују у 5. веку.
Симболу вере била су посвећена дела многих истакнутих теолога, а најпознатији је трактат Блаженог Августина, касније епископа Хипонског. Иако је описао Никејски симбол вере, са малом модификацијом, усвојен у његовој афричкој цркви, у његовом делу је изложено православно учење о вероисповести уопште. Прва реч латинског текста симбола credo („верујем“) постала је саставни део наратива.

## Коришћење
Никејско-цариградски симбол вере се чита (пева) на литургијским службама у православљу (у склопу Литургије верних пре химне „Милосрђе света“ и Евхаристијског канона) и католичанству (у склопу Литургије речи). Симбол је укључен у Књигу заједничких молитава Енглеске цркве. Такође га као једини симбол вере који читају у литургији користе готово све цркве, укључујући и оне које не признају Халкидонски сабор, осим Јерменске апостолске цркве, где се и даље чита Никејски симбол вере са неким додацима, а неким данима се чита само Никејско-цареградски симбол.

## Верзије изворног текста

### Изворни текст са сабора
Исповедање вере усвојено на Сабору у Цариграду је следеће:

### Савремени католички текст са додатком филиокве
Исповедање вере усвојено на Сабору у Цариграду је следеће према Западној цркви:
Једна од догматских основа раскола Васељенске хришћанске цркве на Западну католичку и Источну православну била је додатак Никејско-цареградском симболу вере такозваног филиоквеа.